# Народний музей
Наро́дні музе́ї — один із типів музеїв. Народними музеями називають культурно-освітні установи, створені за ініціативою та участю населення на громадських засадах.
Народні музеї поділяються на історичні, краєзнавчі, літературні, театральні, художні та ін.

## Народні музеї в Україні
У 1960–1990-ті рокіх на території України поширення набули народні музеї, які створювалися з ініціативи Українського товариства охорони пам'яток історії та культури, окремих наукових установ чи науковців, ентузіастів-аматорів і працювали на громадських засадах.
На початок 1986 року в Україні налічувалося 7924 громадські музеї, 396 з них здобули звання «народний».
Створення нових музеїв — державних і народних триває і в теперішній час.